# Prionoxystus robiniae
Prionoxystus robiniae là một loài bướm đêm thuộc họ Cossidae. Loài này có ở Bắc Mỹ, more specifically miền nam Canada và hầu hết Hoa Kỳ.

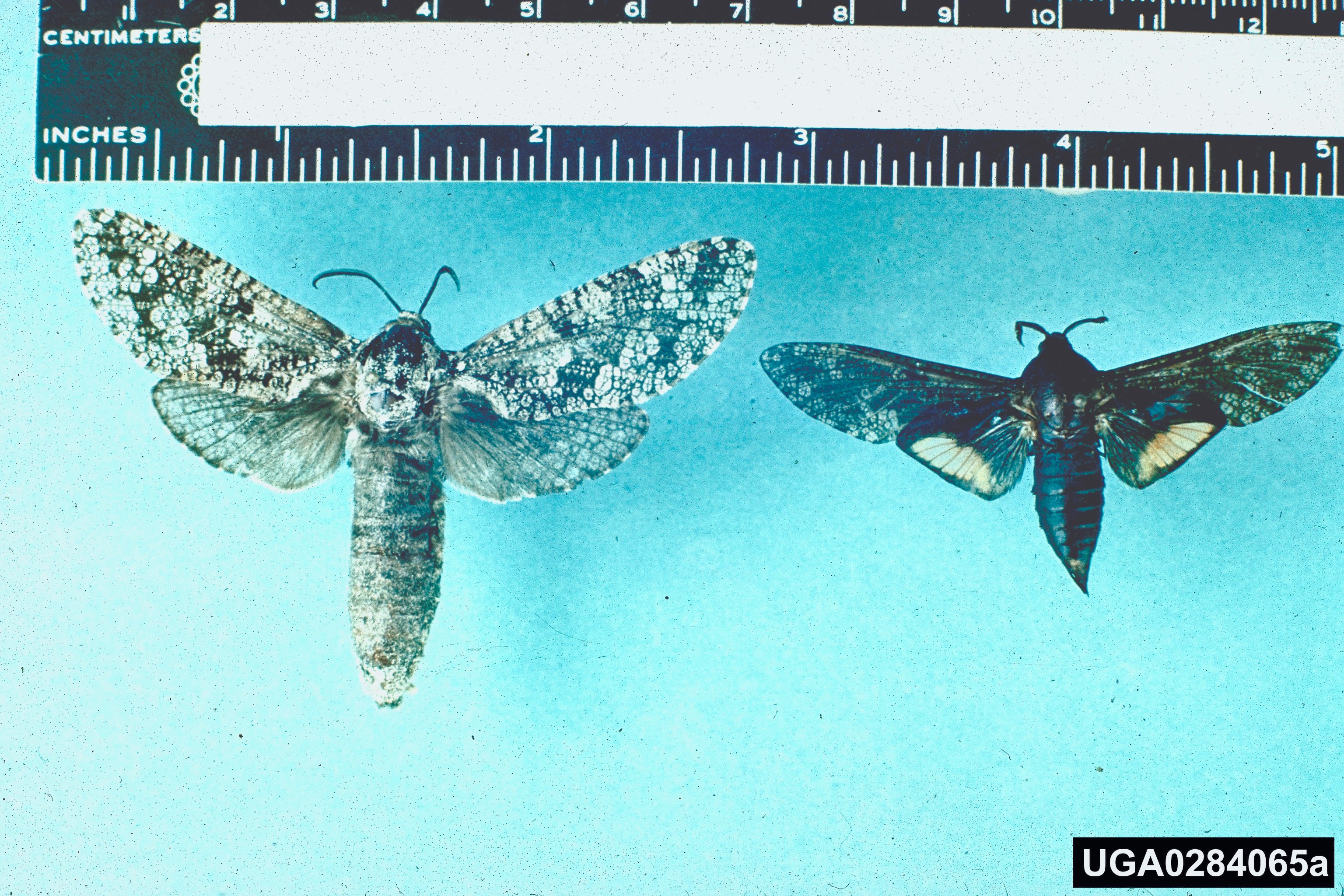
Con đực (phải) và con cái (trái)

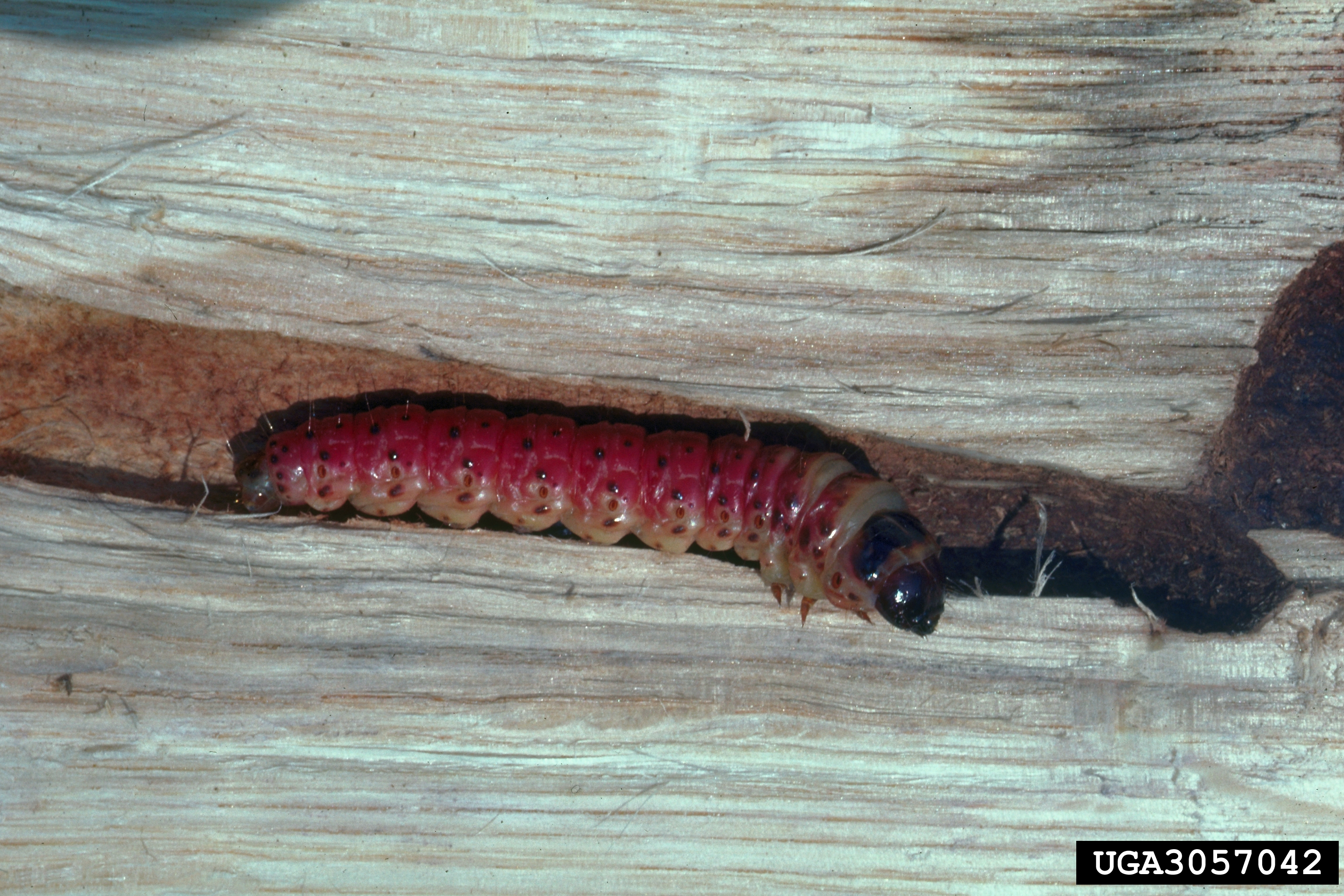
Sâu bướm.

Sải cánh dài 43–85 mm. Con trưởng thành bay từ tháng 5 đến tháng 7 tùy theo địa điểm.
Ấu trùng ăn locust, sồi, dẻ, dương, liễu, phong và ash. Đây là loài gây hại.

## Hình ảnh
- Tập tin:Tập
- Tập tin:Tập
- Tập tin:Tập